# 1349 (musikgrupp)
1349 är ett norskt black metal-band, bildat i Oslo 1997 av medlemmar från gruppen Alvheim.  
Gruppen spelar gränsöverskridande black metal. Bandet har valt sitt namn eftersom det var år 1349 som digerdöden slog till mot Norge. Ofta är också lyriken baserad på teman som berör digerdöden.
Bandets stil är ganska speciell, och baseras på extremt tempo. De använder inte dist på gitarrerna, utan har två fuzz-effekter istället som ger väldigt mycket diskant.
När de började spela skötte Ravn även trumspelet, men insåg att han inte riktigt klarade tempot som musiken krävde. Han kom i kontakt med Frost (Kjetil-Vidar Haraldstad) som samtyckte, och en demo spelades in. Frost blev så imponerad av resultatet att han kom att bli en permanent medlem i gruppen. Frost spelar även i Satyricon.
Tjalve lämnade under 2006 bandet som kom att fortsätta som en kvartett av fasta medlemmar och plocka in sessionsmusiker för att sköta den andra gitarren live. Under 2006 års amerikanska turné som supportakt till Celtic Frost ersatte Tony Laureano (tidigare bland annat i Nile, Angel Corpse och Dimmu Borgir) Frost som trummis då denne dels var upptagen med Satyricon och tidigare nekats visum till USA på grund av en prick i straffregistret.
Bandets femte fullängdsalbum, Demonoir, gavs ut i april 2010.

## Medlemmar
Nuvarande medlemmar
- Seidemann (Tor Risdal Stavenes) – basgitarr (1997– )
- Ravn (Olav Bergene) – sång (1997– ), trummor (1997–2000)
- Archaon (Idar Burheim) – gitarr (1999– )
- Frost (Kjetil-Vidar Haraldstad) – trummor (2000– )

Tidigare medlemmar
- Tjalve (André Kvebek) – gitarr (1997–2006)
- Balfori (Lars Larsen) – gitarr (1997–1998)

Turnerande medlemmar
- Tony Laureano – trummor (2006)
- Teloch (Morten Bergeton Iversen) – gitarr (2006–2007)
- Mads Hardcore (Mads Guldbekkhei) – trummor (2007–2008)
- Destructhor (Thor Anders Myhren) – gitarr (2008)
- Secthdamon (Tony Ingebrigtsen) – gitarr (2009)
- Morten Müller – basgitarr (2009)
- The Charn (Jon Rice) – (2012– )
- Blasphemer (Rune Eriksen) – gitarr
- Sondre Drangsland – trummor (2014)

## Diskografi
Demo
- 1998 – Demo 1998
- 1999 – Chaos Preferred

Studioalbum
- 2003 – Liberation
- 2004 – Beyond the Apocalypse
- 2005 – Hellfire
- 2009 – Revelations of the Black Flame
- 2010 – Demonoir [2]
- 2014 – Massive Cauldron of Chaos
- 2019 – The Infernal Pathway

EP
- 2001 – 1349
- 2009 – Maggot Fetus... Teeth Like Thorns (live)
- 2019 – Dødskamp
- 2019 – Through Eyes of Stone

Singlar
- 2014 – "Slaves"
- 2014 – "Tornado"

Samlingsalbum
- 2014 – The Candlelight Years (4CD box)

Bootleg
- 2003 - With Full Force